# Bad Dragon
Bad Dragon Enterprises, Inc. é uma empresa estadunidense fabricante de brinquedos sexuais com temas de fantasia, voltados principalmente para membros da fandom furry. Os produtos são vendidos online e em convenções.
O CEO da Bad Dragon, Jan "Varka" Mulders, também é dono do imageboard e621.net, incluindo o mirror não sexual e926.net, e do site de roleplaying F-List, ambos também voltados para furries.

## História
Bad Dragon foi fundada em junho de 2008. Jan "Varka" Mulders, um dos quatro cofundadores junto com Brian "Athus Nadorian" Dyer, "Narse" e "Raith", começou a fabricar brinquedos sexuais em seu dormitório universitário na Escócia no ano anterior. A empresa está agora sediada em Phoenix, Arizona, nos Estados Unidos.

## Produtos
Os produtos da empresa têm principalmente temas de fantasia, com criaturas emuladas, incluindo dragões, cavalos, orcas, quimeras e lobisomens. Anteriormente, o site apresentava uma "biografia" dos personagens nos quais cada brinquedo se baseava, junto com uma ilustração; Desde 15 de agosto de  2017, esse recurso só é acessível para usuários registrados, com listagens para espectadores não registrados exibindo apenas fotos do brinquedo sexual em questão e detalhes sobre seus atributos físicos. Bad Dragon também oferece um modelo interativo 3-D para visualizar determinadas áreas de cada brinquedo.
Os clientes também podem enviar seus próprios designs, alguns dos quais escolhidos para produção limitada.

## Patrocinadores
Em 2022, um carro de corrida patrocinado pela Bad Dragon venceu uma corrida contra o tempo pela National Auto Sport Association.

## Na cultura popular
O documentário sobre cultura nerd Traceroute apresentou uma entrevista com Jan “Varka” Mulders, um dos cofundadores do Bad Dragon.